# Оптический пульсар
Оптический пульсар (англ. optical pulsar) — пульсар, излучение которого обнаруживается в оптическом диапазоне электромагнитного спектра. Известно небольшое количество оптических пульсаров: пульсар в Крабовидной туманности был обнаружен по стробоскопическому эффекту в 1969 году спустя некоторое время после его обнаружения в радиодиапазоне. Пульсар в Парусах был обнаружен в 1977 году в Австралийской Астрономической Обсерватории и являлся на тот момент самой слабой звездой, изображение которой было получено.
Shearer и Golden (2002) Архивная копия от 1 апреля 2019 на Wayback Machine упоминают шесть известных оптических пульсаров
| Название пульсара                                          | Звёздная величина (B) |
| ---------------------------------------------------------- | --------------------- |
| Пульсар в Крабовидной туманности (CM Тельца, PSR B0531+21) | 17                    |
| Пульсар в Парусах                                          | 24                    |
| PSR B0540-69 (в Большом Магеллановом Облаке)               | 23                    |
| PSR B0656+14                                               | 26                    |
| PSR B0633+17 (Геминга)                                     | 25,5                  |
| PSR B1509-58 (*)                                           | 25,7                  |
| *Источник включён в список, но не обсуждается в статье.    |                       |